# Jern(II)bromid
Jern(II)bromid er en kemisk forbindelse med sumformel:FeBr2. Det brunlige, faste stof er nyttig til syntetiske intermediater; for eksempel bruges det til at sætte jern(II) i porfyriner.